# Мейова Ніколас
Мейова Ніколас (англ. Mayowa Nicholas; нар. 22 травня 1998) — нігерійська фотомодель. Брала участь у рекламних кампаніях Dolce & Gabbana, Saint Laurent та Calvin Klein.

## Кар'єра
У 2014 році Мейова стала фіналістом конкурсу Elite Model Look разом з італійкою Гретою Варлезе.
У свій перший сезон 2015 року вона дефілювала для Balmain, Calvin Klein, Kenzo, Hermès і Acne Studios. Знімалася для Prada, Miu Miu, Versace, Chanel, Michael Kors і Oscar de la Renta. Взяла участь у кампанії Dolce & Gabbana.
У 2017 році Мейова Ніколас повинна була взяти участь у показах Victoria's Secret Fashion Show. Проте їй було відмовлено у видачі візи у Китай. На цьому показі вона дебютувала у 2018 році.